# 스타폭스 어썰트
《스타폭스 어썰트》는 남코가 개발하고 닌텐도가 배급한 레일 슈팅 및 3인칭 슈팅 게임이다. 《스타폭스》 시리즈 네 번째 게임으로, 게임큐브 플랫폼으로 제작돼 2005년 출시됐다.
《스타폭스 어드벤처스》 이후의 시간대를 다루며 폭스 맥클라우드를 포함한 주인공 일행이 라일라트 성단을 위협하는 곤충 군단 아파로이드와 충돌하는 이야기를 그렸다. 비행 기체를 조종해 적들을 격추하는 기존 시리즈의 레일 슈팅 게임플레이를 다시 전면에 내세우나, 일부 스테이지에선 기체에서 내려 직접 싸우는 3인칭 슈팅 게임 시스템으로 진행한다. 그 외 최대 4인 다인용 게임플레이 모드를 지원한다.

## 반응
《스타폭스 어썰트》는 메타크리틱와 게임랭킹스에서 각각 67/100점, 71%를 기록해 복합적이거나 대체적으로 긍정적인 평가를 기록했다.

## 참조

### 내용주
1. ↑  영어: Star Fox Assault, 일본어: スターフォックス アサルト